# Actes de la recherche en sciences sociales
Die Actes de la recherche en sciences sociales ist eine französische sozialwissenschaftliche Zeitschrift, die 1975 von Pierre Bourdieu und einer Gruppe von Forschern des Centre de sociologie européenne gegründet wurde. 
Die Zeitschrift publiziert die Ergebnisse abgeschlossener oder laufender Forschungen aus Soziologie und verwandten Disziplinen wie Sozialgeschichte, Soziolinguistik und Politische Ökonomie. Sie will intellektuelle Instrumente zum Verständnis der sozialen Phänomene in der heutigen Welt aus der Perspektive einer kritischen Soziologie der Herrschaftsformen bieten.
Die Zeitschrift erscheint viermal im Jahr, jeweils im März, Juni, September und Dezember. Der Redaktionssitz ist in Paris. Herausgeber ist Franck Poupeau, Chefredakteur François Denord. Zum  Redaktionskomitee gehören neben anderen Jérôme Bourdieu, Gisèle Sapiro, Franz Schultheis und Loïc Wacquant.